# Cantó de Caiena-Centre

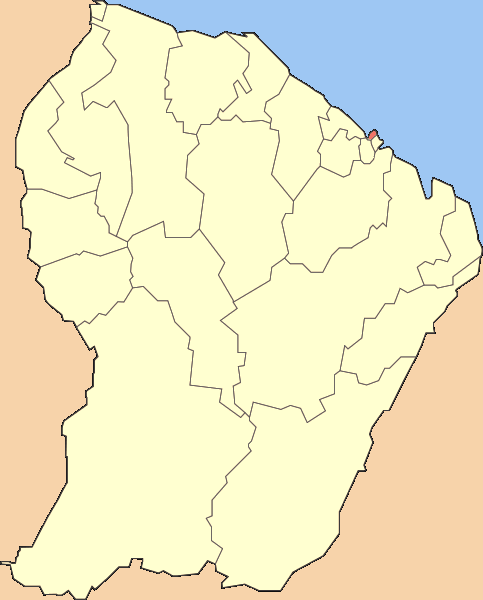
Ubicació de Caiena dins la Guaiana Francesa

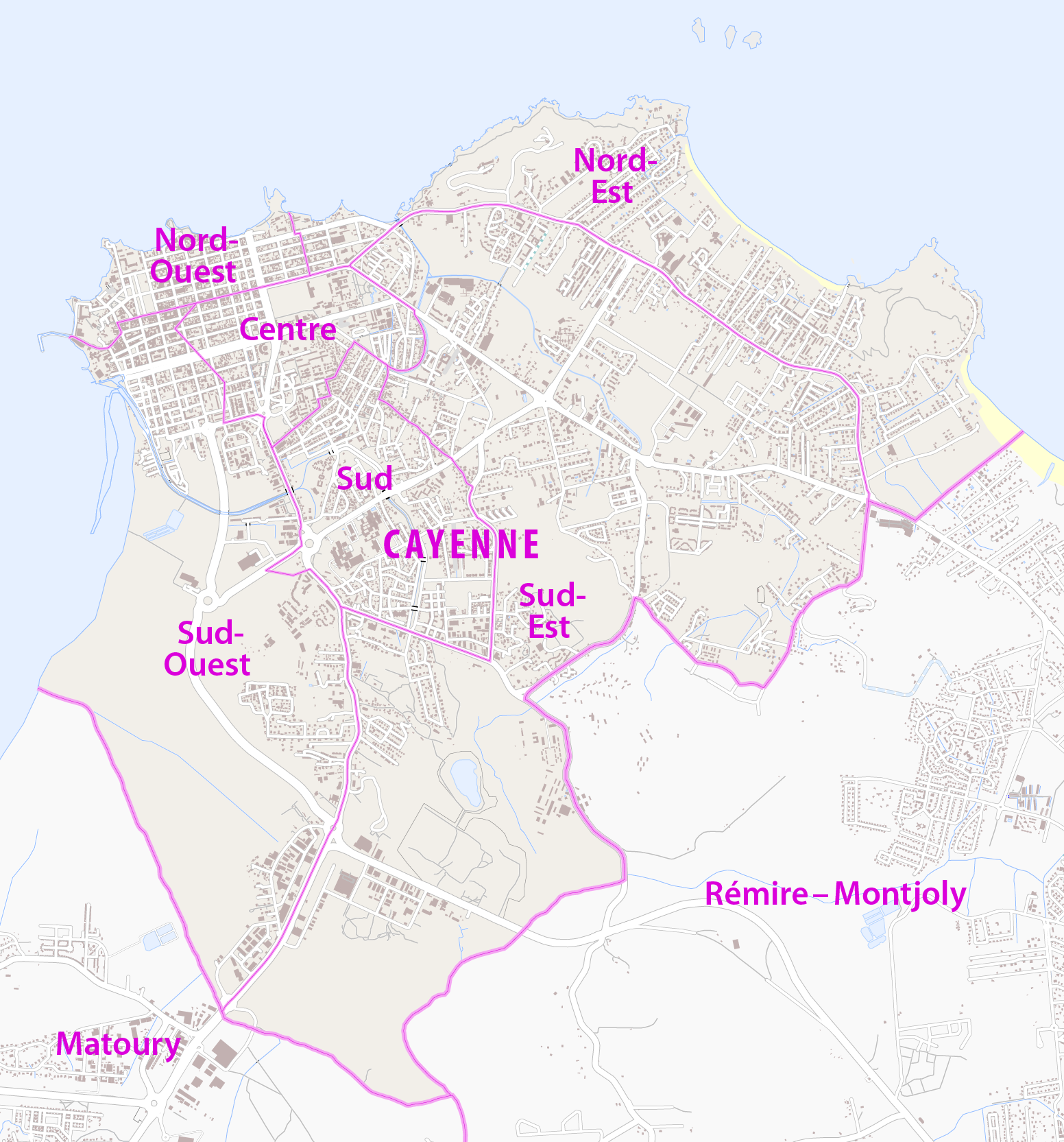

El cantó de Caiena-Centre és una antiga divisió administrativa francesa situat a la regió d'ultramar de la Guaiana Francesa. Va desaparèixer el 2015.

## Composició
El cantó aplega els barris (quartiers) de la ciutat de Caiena:
- Centre
- Mirza
- De Gaulle
- Buzaret
- Palmistes

| Data d'elecció                           | Identitat           | Partit  | Qualitat |
| ---------------------------------------- | ------------------- | ------- | -------- |
| 2001-2008                                | Marie-Claude Verdan | PSG     |          |
| 2008-2015                                | Hubert Contout      | Walwari |          |
| les dades anteriors no són pas conegudes |                     |         |          |
|                                          |                     |         |          |